# Чистополье (Оренбургская область)
Чистополье — посёлок в Пономарёвском районе Оренбургской области. Входит в состав Фадеевского сельсовета.

## История
В 1966 г. Указом Президиума ВС РСФСР поселок отделения № 1 совхоза «Матвеевский» переименован в Чистополье.

## Население
| 2010 |
| ---- |
| 50   |